# Danilo Orozco
Danilo Orozco González (* 17. Juli 1944 in Santiago de Cuba/Provinz Santiago de Cuba; † 26. März 2013 in Havanna) war ein kubanischer Musikwissenschaftler und Musikpädagoge.

## Leben
Orozco begann seine musikalische Laufbahn als Chorsänger und Leiter von Jugend- und gemischten Chören an der Baptistenkirche seiner Heimatstadt. Er besuchte das Colegio Juan Bautista Sagarra und nahm Unterricht in klassischer Gitarre bei Guillermo Dufourneau. Mehrere Jahre war er in einem Kreis von Gitarristen von Santiago de Cuba aktiv, dem u. a. der Priester und Musiker Jorge Catasús und Manuel Barrueco angehörten. An der Humboldt-Universität zu Berlin erhielt er den Doktorgrad summa cum laude mit der Arbeit La categoría son como componente de la identidad nacional de Cuba.
Von 1969 bis 1972 war Orozco Professor für Musikakustik an der Escuela Nacional de Arte in Havanna. Daneben gab er zahlreiche Kurse, Seminare und Workshops zu Themen wie Musikakustik und Harmonielehre, zeitgenössische Musik, Analyse von Musikwerken der Renaissance und des Barock, Analysetechniken für kreative Arbeit und soziomusikalische Praxis. Zu seinen zahlreichen Schülern zählen der Pianist und Komponist Emiliano Salvador, der Gitarrist und Komponist Pedro Luis Ferrer, der Dirigent Tomás Fortín, der Geiger Jorge Hernández, der Trompeter Darío Morgan, die Oboisten Pedro García und Jesús Avilés, der Flötist Luis Bayard Bacaró, der Klarinettist Jesús Rencurrel und die Musikwissenschaftler Olavo Alén Rodríguez, Jesús Gómez Cairo und Jorge Fiallo.
Orozco sammelte etwa 1.500 traditionelle kubanische Musikstücke, von denen er einen Teil in seiner repräsentativen zweibändigen  Antología integral del son transkribierte, analysierte und im historischen Kontext der kubanischen Kultur darstellte. 1974 erhielt er den Premio Nacional de Musicología Pablo Hernández Balaguer. Die Smithsonian Institution verlieh ihm „für außergewöhnliche Beiträge zur Kenntnis kultureller Traditionen aus aller Welt“ ein Anerkennungsdiplom. 2002 wurde er mit der Medalla Alejo Carpentier ausgezeichnet.